# Anarchy (альбом Shiritsu Ebisu Chugaku)
| Оценки критиков | Оценки критиков |
| Источник        | Оценка          |
| --------------- | --------------- |
| CDJournal       | Положительн.    |

Anarchy (яп. 穴空 Ана:ки:) — третий студийный альбом японской идол-группы Shiritsu Ebisu Chugaku. Вышел 20 апреля 2016 года на лейбле SME Records.

## История
Сначала альбом плановалось выпустить 10 февраля, но 15 декабря предшествующего года было объявлено, что участницe группы Хинате Касиваги поставлен диагноз «внезапная потеря слуха» и что выпуск альбома откладывается на неопределённый срок.

## Версии
Альбом был выпущен в трёх версиях, обычной (только CD) и двух лимитированных: Limited Edition A (CD + Blu-ray) и Limited Edition B (2 CD). Оба лимитированных издания и первый пресс обычного поставлялись с бонусной коллекционной карточкой с фотографией одной из участниц (случайным образом выбранной из комплекта из 9 штук).

### CD
| №   | Название                                                                                            | Длительность |
| --- | --------------------------------------------------------------------------------------------------- | ------------ |
| 1.  | «Umete Agetai (Interlude)» (埋めてあげたい（Interlude）)                                            |              |
| 2.  | «Zettē Anarchy» (ゼッテーアナーキー)                                                                |              |
| 3.  | «Haru Yasumi Moratorium Chūgakusei» (春休みモラトリアム中学生)                                      |              |
| 4.  | «Popcorn Tone» (ポップコーントーン)                                                                 |              |
| 5.  | «Nikibi» (面皰)                                                                                     |              |
| 6.  | «Ebichū Shusseki Bangō no Uta Sono 2» (エビ中出席番号の歌 その2)                                    |              |
| 7.  | «Mabui Raga Typhoon (Interlude)» (マブいラガタイフーン（Interlude）)                                |              |
| 8.  | «Natsudaze Johnny» (夏だぜジョニー)                                                                 |              |
| 9.  | «Mission Survivor» (MISSION SURVIVOR)                                                               |              |
| 10. | «Nachu Melo Rendez-vous» (ナチュメロらんでぶー)                                                     |              |
| 11. | «Ana Aki in the Yūkei (Interlude)» (あな秋いんざ夕景（Interlude）)                                  |              |
| 12. | «Ponpara Pecorna Papiyotta» (ポンパラペコルナパピヨッタ) (performed by 5572320 (яп. 五五七二三二〇) |              |
| 13. | «Onegai Jesus» (お願いジーザス)                                                                     |              |
| 14. | «Zenryoku Runner» (全力☆ランナー)                                                                   |              |
| 15. | «Super Hero» (スーパーヒーロー)                                                                     |              |
| 16. | «Sanmaime no Tough Gaki» (参枚目のタフガキ)                                                         |              |

## Чарты
| Чарт (2016)                         | Наив. поз |
| ----------------------------------- | --------- |
| Япония (Oricon Weekly Albums Chart) | 2         |